# حركة إلهية طبيعية
حركة إلهية طبيعية (بالإنجليزية: Premotion (Physical), Prémotion physique) فكرة لاهوتية يراد بها التفرقة بين حرية الفرد والقدرة الإلهية، وتتلخص في أن الحرية الإنسانية والقدرة الإلهية حقيقتان تجتمعان معا باعتبار أن الله هو المحرك الأول الذي يحرك كل قوة إلى فعلها. وليس هذا التحريك قسرا لأن المقسور هو الذي يتحرك بعكس ميله، والله يحرك الإرادة بأن يؤتيها ميلها فتتحرك من تلقاء نفسها. وهي عند أتباع توما الأكويني شبيهة بفكرة الكسب عند الأشعرية.